# Portada/efemèride agost 4
Hans Christian Andersen
« 3 d'agost · 4 d'agost · 5 d'agost »